# جسر بولشيتشينسكي
جسر بولشيتشينسكي (الروسية: Большеохтинский мост) هو جسر يوجد على نهر نيفا في سانت بطرسبرغ، بروسيا. يبلغ طول الجسر 334 مترا، والعرض 23 مترا.

## تاريخ

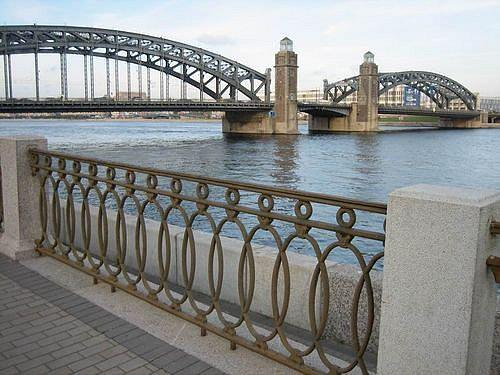
الجسر سنة 2012.

في 26 يونيو 1909، بدأ بناء الجسر تزامنا مع الذكرى ال 200 لمعركة بولتافا، وكان اسمه «جسر القيصر بطرس الأكبر» ("мост Императора Петра Великого").
في 26 أكتوبر 1911، تم فتح الجسر أمام حركة المرور. وفي عام 1956 تم تغيير اسم الجسر إلى (بولشيتشينسكي).